# Жумаділов Арсен Куатович
Жумаділов Арсен Куатович (нар. 1 серпня 1985 р., Сімферополь, АР Крим) — кримськотатарський громадський та політичний діяч, голова Біляївської районної державної адміністрації Одеської області (серпень 2015 — березень 2017), керівник Відділу забезпечення діяльності Уповноваженого Президента України у справах кримськотатарського народу (грудень 2014 — серпень 2015). Старший викладач кафедри політології Національного університету «Києво-Могилянська академія». З 30 жовтня 2023 року його призначено гендиректором ДП «Державний оператор тилу». 05 березня 2025 року звільнений з посади генерального директора ДП “Державний оператор тилу” та з 06 березня 2025 року призначений директором Агенції оборонних закупівель. 02 травня 2025 призначений головою Комісії з реорганізації Державного оператора тилу.

## Життєпис

### Освіта
Має три вищі освіти. Ступені магістра права та магістра політології отримав у Київському національному університеті імені Тараса Шевченка. Ступінь магістра публічного менеджменту та управління отримав у Лондонській школі економіки (м. Лондон, Велика Британія). Базову вищу освіту отримав у Національному університеті «Києво-Могилянська академія».[джерело?]

### Професійний досвід
У серпні 2014 року Президент України Петро Порошенко своїм указом запровадив посаду Уповноваженого Президента України у справах кримськотатарського народу, призначивши народного депутата Мустафу Джемілєва. Відповідно в Адміністрації Президента України було створено відділ забезпечення діяльності Уповноваженого. Арсена Жумаділова було призначено завідувачем відділу. На базі АП було створено Робочу комісію з розробки законопроєкту «Про статус кримськотатарського народу», яка підготувала відповідний документ до подальшої реєстрації у Верховній Раді України. Також було запроваджено системний моніторинг стану дотримання колективних та індивідуальних прав кримських татар .
До окупації Криму Росією в лютому-березні 2014 року працював у корпоративному секторі в Україні й за кордоном.
25 серпня 2015 року розпорядженням Президента України Арсена Жумаділова було призначено головою Біляївської районної державної адміністрації. Біляївський район розташований у географічному центрі Одеської області, це найбільший район області. За час керівництва вивів район на перше місце в області за рівнем зростання фінансових показників, розробив і впровадив низку програм, спрямованих на соціально-економічний розвиток. Приділяв значну увагу проблемам охорони довкілля, антикорупційній діяльності. Згідно зі соціологічним опитуванням, за період від грудня 2015 до червня 2016 сприйняття рівня корупції в органах державної влади в Біляївському районі зменшилось у середньому вдвічі.
У серпні 2016 року виграв конкурс на посаду заступника Голови Одеської ОДА, але не був призначений у зв'язку з відставкою тодішнього голови ОДА Міхеіла Саакашвілі восени 2016 року.
10 березня 2017 року звільнився за власним бажанням з посади голови Біляївської райдержадміністрації. У 2016 році під головуванням Жумаділова Біляївський район у рейтингу діяльності районів області піднявся з 9—10 місця на 1-ше місце.
Старший викладач кафедри політології Національного університету «Києво-Могилянська академія» з 2017 року.
З 2019 по 2023 рік очолював Державне Підприємство «Медичні закупівлі України».
З початку повномасштабного вторгнення Росії в Україну мобілізований до лав Медичного командування Збройних сил України.[джерело?]
30 жовтня 2023 року був назначений Головою ДП «Державний оператор тилу». 5 березня 2025 року звільнений з посади генерального директора ДП “Державний оператор тилу”.
З 6 березня 2025 року призначений директором Агенції оборонних закупівель.
02 травня 2025 призначений головою Комісії з реорганізації Державного оператора тилу.

## Громадська діяльність
Співзасновник Міжнародної громадської організації «Бізім Кирим» (Наш Крим), співзасновник і керівник (2004—2007) ГО «Земляцтво кримських татар у м. Києві», яке згодом перереєструвалось як ГО «Земляцтво кримських татар».
У 2014 разом з однодумцями Арсен Жумаділов створив ГО «Кримський інститут стратегічних досліджень», від імені якого опублікував низку аналітичних статей

## Родина
Розлучений. Має двох дітей. 
Колишня дружина Арсена Жумаділова — етнічна кримська татарка. Після анексії Криму з дітьми переїхали до Києва. Має родичів, які залишились на тимчасово окупованій території. Під час однієї з поїздок у 2021 році, зазнаючи тиску від окупаційної влади, була вимушена погодитись на примусову паспортизацію країною-окупантом.
Брат Жумаділова, Мурат, проживає разом з батьками на території тимчасово окупованого Криму. Згідно з розслідуванням політичного активіста Олександра Аронця, до початку 2024 року мав бізнес у Криму й на тимчасово окупованих територіях Запорізької та Херсонської областей. У своєму коментарі на це Жумаділов зазначив: «До поточної діяльності брата стосунку не маю. Моя йому підтримка чи її відсутність ні на нього, ні на його діяльність не впливають. Він доросла людина, яка сама ухвалює рішення».

## Публічні скандали

### Безпідставне отримання бойових виплат та «Сталевого хреста»
Ексголова Луганської обласної військової адміністрації Георгій Тука звинуватив Арсена Жумаділова у тому, що він, перебуваючи на третій лінії оборони, безпідставно отримав 430 тисяч гривень, а також був нагороджений «Сталевим хрестом», яким зазвичай відзначають воїнів «за планування, організацію та керівництво воєнними діями». В одному зі своїх інтерв’ю Жумаділов зазначив, що ніколи не отримував «бойові» 100 000 грн, але під час служби в ЗСУ він служив у підрозділі, в якому до окладу 14 000 грн мав доплату 30 000 грн, бо це був орган військового управління, і саме так були отримані ці 430 тисяч грн, які були відображені у декларації за 2022 рік. Своєю чергою, «Сталевий хрест», за словами Жумаділова, він отримав не за бойові завдання, а за «вибудову взаємодії між цивільними та військовими інституціями охорони здоров’я». 

### Конфлікт з Іллею Ємцем
У березні 2020 року відкрито виступив проти тодішнього міністра Іллі Ємця, звинувативши того в зумисному затягуванні держзакупівель під час епідемії. Три тижні договір не підписував Ілля Ємець. Жумаділов звинувачував Ємця у тому, що він хотів поставити свого «смотрящого» і нажитись. Очільник держпідприємства «Медичні закупівлі України» звинуватив Ємця у блокуванні закупівель надважливих ліків на суму 10 млрд гривень. Жумаділов повідомив, що «смотрящий», якого хотів поставити Ємець, має судимість.